# William Beauclerk (9e duc de Saint-Albans)
Pour les articles homonymes, voir William Beauclerk (homonymie) et Beauclerk.
William Aubrey de Vere Beauclerk, 9e duc de Saint-Albans (24 mars 1801 – 27 mai 1849) est un aristocrate anglais et joueur de cricket.

## Biographie
William Aubrey de Vere Beauclerk est le fils de William Beauclerk (8e duc de Saint-Albans), et de sa seconde épouse, Maria Janetta Nelthorpe.
Il joue un match de first-class cricket pour le Hampshire, en 1817.
Il se marie, tout d'abord à Harriet Mellon (11 novembre 1777 – 6 août 1837), le 16 juin 1827 à Londres.
Il se remarie à Elizabeth Catherine Gubbins (c. 1818 – 2 décembre 1893 à St Leonards-on-Sea), le 29 mai 1839 à Harby, Leicestershire. Ils ont trois enfants:
- William Beauclerk (10e duc de Saint-Albans) (1840-1898)
- Diana de Vere Beauclerk (10 décembre 1842 – 1er avril 1905), épouse de John Walter Huddleston (en)[1].
- Charlotte Beauclerk (1849–?)